# Omri Glazer
Omri Glazer (hebr. ‏עומרי גלזר‎; ur. 11 marca 1996 w Tel Awiwie) – izraelski piłkarz grający na pozycji bramkarza. Od 2023 roku zawodnik FK Crvena zvezda.

## Życiorys
W czasach juniorskich trenował w Maccabi Tel Awiw i Hapoelu Ra’ananna. W latach 2015–2016 był piłkarzem seniorskiego zespołu tego ostatniego. W jego barwach zadebiutował w rozgrywkach Ligat ha’Al – miało to miejsce 16 maja 2015 w przegranym 2:4 meczu z Hapoelem Petach Tikwa. W lipcu 2016 odszedł do Maccabi Hajfa. W sezonie 2019/2020 był z niego wypożyczony do klubu Sekcia Nes Cijjona. W latach 2021–2023 grał w Hapoelu Beer Szewa. W 2023 przeszedł do FK Crvena zvezda.
W reprezentacji Izraela zadebiutował 2 września 2017 w przegranym 0:1 spotkaniu z Macedonią.